# 동여주 나들목
동여주 나들목(E.Yeoju IC)은 경기도 여주시 북내면 주암리에 설치된 광주원주고속도로의 6번 교차로이다. 북내면 및 양평군 지평면 등지로 진출할 수 있다. 하이패스 전용 나들목이기 때문에 동여주 하이패스 나들목이라고도 불리며, 2016년 11월 11일에 개통되었다.
본래 광주원주고속도로 계획 당시에는 포함되지 않았던 나들목이다. 2012년 3월 이 고속도로가 지나는 여주군 북내면과 양평군 지평면 주민들이 나들목 설치를 요구해왔고, 국토교통부에서도 이 요구안에 대해 긍정적으로 검토하기 시작했고, 타당성조사에서 1.0을 넘어 타당성이 있는 것으로 조사되었다. 결국 2013년 10월 18일 여주시와 제2영동고속도로가 설치 위·수탁 협약을 체결하면서 나들목 설치가 확정되었다. 2015년 3월에는 나들목 설계가 완료되었으며, 2015년 10월 7일에는 나들목 설치 공사가 착공되었다. 같은해 12월 31일에는 명칭을 동여주 나들목으로 확정했다.

## 연혁
- 2015년 7월 27일 : 2016년 11월까지 나들목 신설을 위해 여주시 도시계획시설 교통광장에 북내면 주암리 일원을 동여주 나들목으로 고시[6]
- 2015년 12월 31일 : 명칭을 동여주 나들목으로 확정[5]
- 2016년 11월 11일 : 광주원주고속도로 개통과 함께 통행 개시[7]

## 구조물 정보
- 위치 : 경기도 여주시 북내면 주암리
- 영업소 : 경기도 여주시 북내면 주암길 75 / 경기도 여주시 북내면 주암길 59

## 접속하는 노선
- 국가지원지방도 제88호선 (고달사로)

## 교통량 정보
| 요금소          | 통행량 (대/일) | 통행량 (대/일) | 통행량 (대/일) | 통행량 (대/일) | 각주  |
| 요금소          | 2016년         | 2017년         | 2018년         | 2019년         | 각주  |
| --------------- | -------------- | -------------- | -------------- | -------------- | ----- |
| 동여주 (폐쇄식) | 216            | 256            | 312            | 377            | [ 8 ] |